# Saulchoy
Saulchoy és un municipi francès situat al departament del Pas de Calais i a la regió dels Alts de França. L'any 2007 tenia 349 habitants.

## Demografia

### Població
El 2007 la població de fet de Saulchoy era de 349 persones. Hi havia 124 famílies de les quals 37 eren unipersonals (12 homes vivint sols i 25 dones vivint soles), 17 parelles sense fills, 58 parelles amb fills i 12 famílies monoparentals amb fills.
La població ha evolucionat segons el següent gràfic:
Habitants censats

### Habitatges
El 2007 hi havia 199 habitatges, 130 eren l'habitatge principal de la família, 63 eren segones residències i 6 estaven desocupats. 149 eren cases i 2 eren apartaments. Dels 130 habitatges principals, 84 estaven ocupats pels seus propietaris, 36 estaven llogats i ocupats pels llogaters i 9 estaven cedits a títol gratuït; 1 tenia una cambra, 9 en tenien dues, 17 en tenien tres, 38 en tenien quatre i 64 en tenien cinc o més. 90 habitatges disposaven pel capbaix d'una plaça de pàrquing. A 54 habitatges hi havia un automòbil i a 56 n'hi havia dos o més.

### Piràmide de població
La piràmide de població per edats i sexe el 2009 era:
| Homes | Edats   | Dones |
| ----- | ------- | ----- |
| 0     | 95 o +  | 0     |
| 0     | 90 a 94 | 0     |
| 4     | 85 a 89 | 4     |
| 4     | 80 a 84 | 8     |
| 0     | 75 a 79 | 4     |
| 4     | 70 a 74 | 4     |
| 8     | 65 a 69 | 16    |
| 4     | 60 a 64 | 12    |
| 4     | 55 a 59 | 12    |
| 4     | 50 a 54 | 0     |
| 4     | 45 a 49 | 4     |
| 8     | 40 a 44 | 4     |
| 4     | 35 a 39 | 12    |
| 16    | 30 a 34 | 16    |
| 16    | 25 a 29 | 12    |
| 4     | 20 a 24 | 4     |
| 12    | 15 a 19 | 4     |
| 8     | 10 a 14 | 8     |
| 20    | 5 a 9   | 16    |
| 20    | 0 a 4   | 16    |

## Economia
El 2007 la població en edat de treballar era de 214 persones, 141 eren actives i 73 eren inactives. De les 141 persones actives 115 estaven ocupades (65 homes i 50 dones) i 26 estaven aturades (17 homes i 9 dones). De les 73 persones inactives 16 estaven jubilades, 27 estaven estudiant i 30 estaven classificades com a «altres inactius».

### Ingressos
El 2009 a Saulchoy hi havia 122 unitats fiscals que integraven 297 persones, la mediana anual d'ingressos fiscals per persona era de 16.386 €.

### Activitats econòmiques
Dels 6 establiments que hi havia el 2007, 2 eren d'empreses de construcció, 1 d'una empresa de comerç i reparació d'automòbils i 3 d'empreses d'hostatgeria i restauració.
Dels 2 establiments de servei als particulars que hi havia el 2009, 1 era una lampisteria i 1 restaurant.
L'any 2000 a Saulchoy hi havia 5 explotacions agrícoles.

## Equipaments sanitaris i escolars
El 2009 hi havia una escola maternal integrada dins d'un grup escolar amb les comunes properes formant una escola dispersa.

## Poblacions més properes
El següent diagrama mostra les poblacions més properes.